# Joaquín Cisneros Fernández
Joaquín Cisneros Fernández (Tlaxcala de Xicohténcatl, Tlaxcala, 25 de mayo de 1941) es un político y abogado mexicano, miembro del Partido Revolucionario Institucional, ha sido diputado federal y senador por su estado.
Es hijo de Joaquín Cisneros Molina, quién fue senador y gobernador de Tlaxcala, ha ocupado los cargos de diputado federal por el I Distrito Electoral Federal de Tlaxcala a la LVI Legislatura de 1994 a 1997, en 1998 fue candidato del PRI a gobernador de Tlaxcala, pero perdió la elección frente a Alfonso Sánchez Anaya, abanderado del PRD que había competido antes con él en la elección interna del PRI y que al no aceptar su derrota fue postulado por el PRD. En 2000 fue elegido Senador para el periodo de ese año al 2006.